# مقاطعة لويس (فرجينيا الغربية)
مقاطعة لويس هي مقاطعة في فرجينيا الغربية، تتبع فيرجينيا الغربية، بلغ عدد سكانها 16٬372  نسمة، في 2010، عاصمتها ويستون، تبلغ مساحتها 1٬009 كيلومتر مربع.

## الموقع
تشترك في الحدود مع:
- مقاطعة هاريسون (فرجينيا الغربية)
- مقاطعة براكستون (فرجينيا الغربية)
- مقاطعة وستر (فرجينيا الغربية).